# 다마역
다마역(多磨駅, たまえき)은 일본 도쿄도 후추시에 위치하는 세이부 철도 다마가와 선의 철도역이다.

## 타는 곳
| 1 | ■ 세이부 다마가와 선 | 무사시사카이 방면 |
| 2 | ■ 세이부 다마가와 선 | 고레마사 방면     |

## 역세권 정보
- 도쿄 도립 다마 레이엔(東京都立多磨霊園)
- 도쿄 외국어대학
- 아지노모토 스타디움

## 역사
- 1929년 1월 5일 : 다마 묘지앞 역(多磨墓地前駅)으로 영업을 개시함.
- 2001년 3월 28일 : 지금의 역명으로 변경.

## 인접역
| 세이부 철도 ■ 다마가와 선      | 세이부 철도 ■ 다마가와 선 | 세이부 철도 ■ 다마가와 선  |
| ------------------------------ | ------------------------- | -------------------------- |
| 신코가네이이 무사시사카이 방면 |                           | 시라이토다이 고레마사 방면 |